# 9661 Hohmann
9661 Hohmann (1996 FU13) là một tiểu hành tinh nằm phía ngoài của vành đai chính được phát hiện ngày 18 tháng 3 năm 1996 bởi Spacewatch ở Kitt Peak.